# Campeonato Sergipano de Futebol de 2001
O Campeonato Sergipano de 2001 foi a 78.ª edição desta competição futebolística organizada pela Federação Sergipana de Futebol, a principal divisão do escalão sergipano.
O torneio foi realizado entre 4 de março a 22 de julho, reunindo dez equipes participantes. Foi dividido em duas fases principais: Taça Cidade de Aracaju (primeira fase) e Taça Estado de Sergipe (segunda fase). A final foi entre o Confiança e Sergipe, campeões dos turnos, onde após três partidas definiu-se o campeão, este sendo o Dragão, por 3–3 no agregado graças à vantagem do empate, garantindo o seu décimo quarto título da história. Por outro lado, Lagartense e Maruinense foram os rebaixados desta edição.

## Formato e participantes
O formato do Sergipão 2001 sofreu algumas alterações comparado ao da edição anterior. Na primeira fase, as equipes se enfrentariam em turno único onde a equipe que terminasse na liderança garantiria uma vaga na próxima fase e decisão, e uma vantagem, pois se vencesse a segunda fase sagraria-se campeão estadual. Do segundo ao sexto lugar avançaria junto a segunda fase, enquanto o nono e décimo seriam rebaixados à segunda divisão de 2002. Na segunda fase, agora em ida e volta, definiria o segundo finalista, enquanto o restante seria eliminado. Na final, de no máximo três jogos, a equipe vencedora no agregado sagraria-se campeã da edição. Abaixo, as equipes participantes:
| Equipe             | Cidade                  | Títulos             |
| ------------------ | ----------------------- | ------------------- |
| Amadense           | Tobias Barreto          | —                   |
| Confiança          | Aracaju                 | 12 (último em 1990) |
| Itabaiana Coritiba | Itabaiana               | —                   |
| Dorense            | Nossa Senhora das Dores | —                   |
| Gararu             | Gararu                  | —                   |
| Itabaiana          | Itabaiana               | 8 (último em 1997)  |
| Lagartense         | Lagarto                 | 1 (1998)            |
| Maruinense         | Maruim                  | —                   |
| SE São Cristóvão   | Carmópolis              | —                   |
| Sergipe            | Aracaju                 | 30 (último em 1999) |

## Primeira fase
Denominada "Taça Cidade de Aracaju", teve início em 4 de março, com três jogos. Foi disputada em turno único. Ao final desta fase, em 1° de maio, foi definido os classificados e o primeiro finalista: o Sergipe, garantindo uma vantagem para a segunda fase. As outras equipes que avançaram foram: Amadense, Confiança, Dorense, Gararu e São Cristóvão. No entanto, também foram definidos os rebaixados: Maruinense e Lagartense.

### Classificação
| Pos | Equipe             | Pts | J | V | E | D | GP | GC | SG  | Classificação ou descenso           |
| --- | ------------------ | --- | - | - | - | - | -- | -- | --- | ----------------------------------- |
| 1   | Sergipe            | 21  | 9 | 6 | 3 | 0 | 14 | 4  | +10 | Finalista e próxima fase            |
| 2   | Dorense            | 15  | 9 | 4 | 3 | 2 | 13 | 7  | +6  | Próxima fase                        |
| 3   | Confiança          | 14  | 9 | 4 | 2 | 3 | 15 | 9  | +6  | Próxima fase                        |
| 4   | Gararu             | 12  | 9 | 3 | 3 | 3 | 14 | 13 | +1  | Próxima fase                        |
| 5   | Amadense           | 12  | 9 | 3 | 3 | 3 | 7  | 8  | −1  | Próxima fase                        |
| 6   | SE São Cristóvão   | 11  | 9 | 3 | 2 | 4 | 3  | 10 | −7  | Próxima fase                        |
| 7   | Itabaiana          | 10  | 9 | 3 | 1 | 5 | 14 | 17 | −3  |                                     |
| 8   | Itabaiana Coritiba | 10  | 9 | 1 | 7 | 1 | 3  | 6  | −3  |                                     |
| 9   | Lagartense         | 7   | 9 | 1 | 4 | 4 | 9  | 12 | −3  | Rebaixado à Segunda Divisão de 2002 |
| 10  | Maruinense         | 7   | 9 | 1 | 4 | 4 | 4  | 10 | −6  | Rebaixado à Segunda Divisão de 2002 |

#### Tabela de jogos
| Mandante \ Visitante | AMA | CON | COR | DFC | GAR | ITB | LGR | MAR | SCR | SER |
| -------------------- | --- | --- | --- | --- | --- | --- | --- | --- | --- | --- |
| Amadense             | —   | –   | 0–1 | 1–0 | 0–0 | –   | –   | 2–0 | –   | 0–0 |
| Confiança            | 3–0 | —   | –   | –   | –   | 3–1 | –   | 4–1 | 0–1 | 1–2 |
| Itabaiana Coritiba   | –   | 0–0 | —   | 0–0 | –   | 0–0 | –   | –   | 0–0 | –   |
| Dorense              | –   | 1–0 | –   | —   | 3–2 | 5–2 | –   | 0–0 | –   | –   |
| Gararu               | –   | 3–3 | 5–1 | –   | —   | 1–0 | –   | –   | 2–0 | –   |
| Itabaiana            | 1–2 | –   | –   | –   | –   | —   | 3–2 | 2–1 | 4–0 | 1–3 |
| Lagartense           | 2–2 | 0–1 | 1–1 | 1–1 | 2–1 | –   | —   | –   | –   | –   |
| Maruinense           | –   | –   | 0–0 | –   | 0–0 | –   | 1–0 | —   | –   | 1–1 |
| SE São Cristóvão     | 1–0 | –   | –   | 0–3 | –   | –   | 0–0 | 1–0 | —   | 0–1 |
| Sergipe              | –   | –   | 0–0 | 1–0 | 4–0 | –   | 2–1 | –   | –   | —   |

## Segunda fase
Denominada "Taça Estado de Sergipe", teve início em 13 de maio, também com três jogos. Diferente da primeira fase, esta foi disputada em dois turnos diferentes. Ao final desta fase, em 30 de julho, definiu o segundo finalista: o Confiança, campeão com uma rodada de antecedência. Graças à conquista da segunda fase, teria vantagem de empate no terceiro jogo da final, caso fosse necessário a realização.

### Classificação
| Pos | Equipe           | Pts | J  | V | E | D | GP | GC | SG  | Classificado |
| --- | ---------------- | --- | -- | - | - | - | -- | -- | --- | ------------ |
| 1   | Confiança        | 25  | 10 | 8 | 1 | 1 | 26 | 7  | +19 | Finalista    |
| 2   | Sergipe          | 24  | 10 | 8 | 0 | 2 | 35 | 12 | +23 |              |
| 3   | Dorense          | 12  | 10 | 4 | 0 | 6 | 12 | 16 | −4  |              |
| 4   | Amadense         | 10  | 10 | 3 | 1 | 6 | 9  | 20 | −11 |              |
| 5   | SE São Cristóvão | 10  | 10 | 3 | 1 | 6 | 14 | 27 | −13 |              |
| 6   | Gararu           | 7   | 10 | 2 | 1 | 7 | 8  | 22 | −14 |              |

#### Tabela de jogos
| Mandante \ Visitante | AMA | CON | DFC | GAR | SCR | SER |
| -------------------- | --- | --- | --- | --- | --- | --- |
| Amadense             | —   | 0–2 | 1–2 | 1–1 | 1–0 | 0–2 |
| Confiança            | 4–1 | —   | 2–1 | 3–0 | 5–0 | 2–3 |
| Dorense              | 1–0 | 0–3 | —   | 3–1 | 2–1 | 0–1 |
| Gararu               | 1–1 | 0–2 | 1–0 | —   | 1–3 | 1–2 |
| SE São Cristóvão     | 2–3 | 0–2 | 2–0 | 1–3 | —   | 3–2 |
| Sergipe              | 6–0 | 1–2 | 4–3 | 5–0 | 9–1 | —   |

## Final
Todos os jogos da final foram disputados no estádio Batistão, em Aracaju. O Gipão vinha em busca do seu "tri-campeonato", pois haviam conquistado em 1999 e 2000, embora este último seja amplamente contestado pelo Confiança. O Dragão, por outro lado, estava sem títulos do torneio (oficialmente) há 10 anos. Quem vencesse a final garantiria o Troféu Antônio Rodrigues Nascimento "Charuto", pela conquista.
O primeiro jogo foi em 8 de julho, terminando em 2–2. No segundo, disputado em 15 de julho, terminou em 0–0. Isso fez com que tivesse que ser disputado a terceira partida, em 22 de julho, onde após um empate por 1–1, o Confiança sagrou-se campeão sergipano daquele ano, pois havia a vantagem do empate por ter conquistado a segunda fase da competição.

## Premiação

### Seleção do campeonato
O Jornal Cinform, através da votação da Imprensa Esportiva de Sergipe, apresentou a Seleção do Campeonato Sergipano de 2001:
| Posição           | Nome             | Equipe    |
| ----------------- | ---------------- | --------- |
| Goleiro           | Aloísio [en]     | Sergipe   |
| Zagueiro          | Kiko [en]        | Confiança |
| Zagueiro          | Sidney           | Sergipe   |
| Lateral direito   | Jorginho         | Confiança |
| Lateral esquerdo  | Vicente [en]     | Sergipe   |
| Meio-campista     | Lima             | Confiança |
| Meio-campista     | Cristiano        | Sergipe   |
| Meio-campista     | Mazinho Brasília | Confiança |
| Meio-campista     | Rocha            | Confiança |
| Atacante          | Aílton           | Confiança |
| Atacante          | Gil              | Sergipe   |
| Treinador         | Manoel Adelmo    | Dorense   |
| Preparador físico | Sérgio Dória     | Sergipe   |
| Médico            | Sílvio Cardoso   | Sergipe   |
| Massagista        | Mamá             | Sergipe   |
| Supervisor        | Neovaldo Barros  | Sergipe   |
| Presidente        | Sérgio Henrique  | Dorense   |